# 北海道道530号上磯停車場線
北海道道530号上磯停車場線（ほっかいどうどう530ごう かみいそていしゃじょうせん）は、北海道北斗市内を結ぶ一般道道（北海道道）である。

## 概要

### 路線データ
- 起点：北海道北斗市飯生（道南いさりび鉄道 上磯駅）
- 終点：北海道北斗市飯生（国道228号交点）
- 総延長：0.175 km
- 実延長：0.164 km
- 重用延長：0.011 km

### 道路管理者
- 渡島総合振興局 函館建設管理部 事業課

## 歴史
- 1966年（昭和41年）3月31日 - 路線認定[1]。

## 地理

### 通過する自治体
- 渡島総合振興局
  - 北斗市

### 交差する道路
北斗市
- 国道228号 - 飯生（終点）

### 沿線にある施設など
北斗市
- 道南いさりび鉄道 道南いさりび鉄道線 上磯駅